# Курбан Бердиев
Курбан Бердиев е туркменистански футболист и треньор. Печелил е като треньор туркменистанската лига и купа по един път, а най-големият му успех е с отбора на Рубин Казан, когато извежда отбора до титлата в руското първенство в два поредни сезона.